# والتر بينيتيز (لاعب كرة قدم)
والتر بينيتيز هو لاعب كرة قدم ومدرب كرة قدم كوبي، ولد في 4 يونيو 1972 في Jiguaní ‏ في كوبا. شارك مع منتخب كوبا لكرة القدم.

## وصلات خارجية
- والتر بينيتيز (لاعب كرة قدم) على موقع قاعدة بيانات كرة القدم.إي يو (الإنجليزية)
- والتر بينيتيز (لاعب كرة قدم) على موقع Soccerway.com (الإنجليزية)